# Arno Breker
Arno Breker (Elberfeld, 19 luglio 1900 – Düsseldorf, 13 febbraio 1991) è stato uno scultore tedesco, molto celebre per la sua attività artistica durante il Terzo Reich. Le sue opere furono considerate dalle autorità nazionalsocialiste come la perfetta antitesi della cosiddetta "arte degenerata".

## Biografia

### Gli studi e i viaggi
Figlio di uno scalpellino, Arno Breker nacque nel 1900 a Elberfeld, una cittadina della Germania occidentale. Sin da giovanissimo iniziò a studiare architettura, scultura e anatomia. All'età di vent'anni entrò all'Accademia di Belle Arti di Düsseldorf, dove ebbe come maestri Hubert Netzer e Wilhelm Kreis. Nel 1924 visitò per la prima volta Parigi, città in cui incontrò artisti come Jean Cocteau, Jean Renoir, Pablo Picasso e Daniel-Henry Kahnweiler. Nel 1927 tornò nella capitale francese e stabilì relazioni molto strette con Charles Despiau, Isamu Noguchi, Maurice de Vlaminck e André Dunoyer de Segonzac. In seguito, viaggiò lungo il Maghreb, producendo litografie pubblicate poi con il titolo di "Tunesische Reise" (Viaggio tunisino). In quel periodo conobbe anche Aristide Maillol. Nel 1932 vinse un premio, messo in palio dal ministero della cultura tedesco, che gli consentì di trasferirsi a Roma. Su consiglio del pittore di origine ebraica Max Liebermann, nel 1934 tornò in Germania, dove nel frattempo era giunto al potere Adolf Hitler.

### Artista del Terzo Reich
Nonostante Alfred Rosenberg dalle colonne del Völkischer Beobachter avesse attaccato alcune sue opere, Arno Breker godette sin dall'inizio dell'appoggio di vari gerarchi ed, in particolare, del Führer in persona. Successivamente, lo stesso Rosenberg mutò la propria opinione sulle sculture di Breker, arrivando a definirle come l'espressione del "possente slancio e forza di volontà" ("Wucht und Willenhaftigkeit") della nuova Germania nazista.

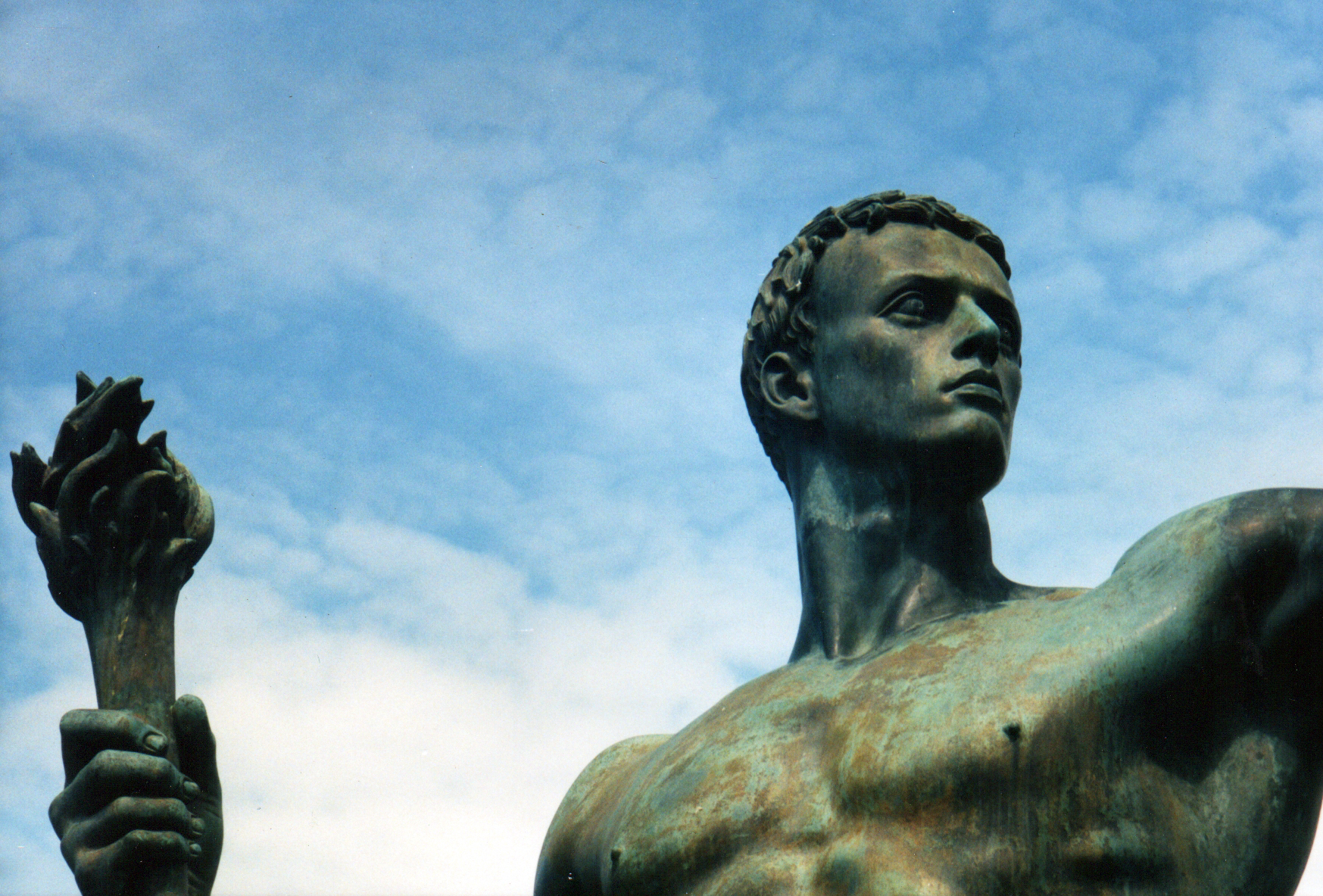
Die Partei, statua simbolo dello spirito del Partito Nazista.

Nel 1936 gli fu commissionata la realizzazione di due sculture destinate ai Giochi della XI Olimpiade di Berlino: una rappresentante un decatleta ("Zehnkämpfer") e l'altra chiamata  "Die Siegerin" (La Vittoriosa). Nel 1937 sposò Demetra Messala (Δήμητρα Μεσσάλα), una modella greca. Nello stesso anno si iscrisse al Partito e fu nominato "scultore ufficiale di Stato", cosa che gli consentì di ottenere un'ampia proprietà e uno studio munito di 43 assistenti. Allo scoppio della guerra, Hitler lo esentò dal servizio militare. Breker mantenne anche un rapporto molto stretto con Albert Speer e, infatti, le sue statue "Die Partei" (Il Partito) e "Die Wehrmacht" (L'Esercito) furono poste all'ingresso della nuova Cancelleria del Reich, ideata dallo stesso Speer. Inoltre, i due collaborarono anche nel progetto Welthauptstadt Germania per la rifondazione di Berlino. Il 23 giugno 1940 Breker fu tra gli accompagnatori di Hitler nella sua visita a Parigi, occupata dalle armate tedesche. Due anni più tardi la capitale francese ospitò presso il Museo dell'Orangerie una sua mostra, accolta con entusiasmo da vari artisti francesi, tra cui Jean Cocteau. Fino alla caduta del regime nazista fu professore di arti visive a Berlino.
Il neoclassicismo delle sculture di Breker, espressione di concetti quali la plastica bellezza e il cameratismo, la forza e il sacrificio, rispecchiava al meglio la visione dell'arte tipica del nazionalsocialismo. Tuttavia, è possibile notare anche delle similitudini tra la sua produzione artistica e quella di scultori sovietici come Vera Muchina. Lo stesso Stalin dimostrò notevole ammirazione per Breker, tanto da offrirgli di lavorare per l'URSS a guerra finita (proposta declinata dallo scultore): «Gli unici che trattarono con rispetto il mio lavoro - dichiarò in seguito Breker in un'intervista - furono i sovietici. Stalin era mio grande ammiratore. Durante la guerra, tramite valigia diplomatica, gli avevo inviato alcune riproduzioni fotografiche delle mie opere, formato cartolina, ed egli mi aveva invitato a Mosca, a guerra terminata, perché aveva bisogno di artisti del mio talento».

### Il dopoguerra
Al termine della guerra, oltre il 90% delle sculture pubbliche di Breker vennero distrutte dagli alleati. Egli intraprese l'attività di architetto ma continuò a ricevere commissioni per sculture da parte di artisti e uomini d'affari. Realizzò, tra gli altri, busti raffiguranti personaggi come Hailé Selassié I, Mohammed V del Marocco, Anwar al-Sadat, Ezra Pound e Salvador Dalí. Negli anni '80, per le sculture che creò ebbe come modelli alcuni sportivi, come il decatleta Jürgen Hingsen, la saltatrice in alto Ulrike Nasse-Meyfarth e il nuotatore Walter Kusch, che posarono nudi.
Nonostante alcuni casi di dimostrazioni contrarie alla riabilitazione di Arno Breker, essa culminò nel progetto di un museo dedicato alle sue opere, sito nel castello di Nörvenich e inaugurato nel 1985. Sei anni più tardi lo scultore morì. È seppellito nel cimitero Nordfriedhof di Düsseldorf.

## Opere

### Sculture
- Prometheus, 1935

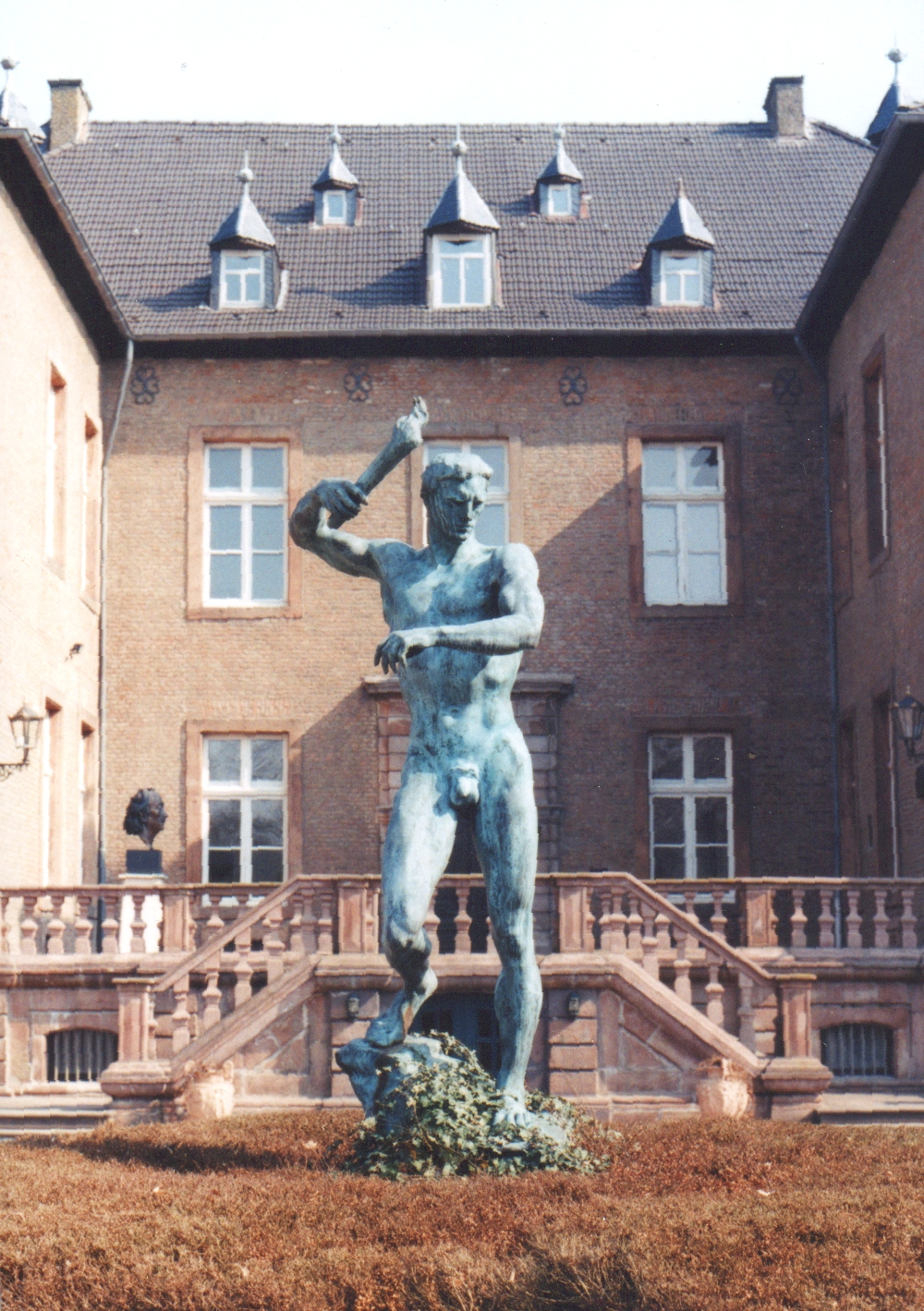
Prometheus (1935).

- Relief am Gebäude der Lebensversicherung Nordstern, Berlino, 1936
- Der Zehnkämpfer fürs Olympia-Stadion, Berlino, 1936
- Die Siegerin fürs Olympia-Stadion, Berlino, 1936
- Dionysos fürs Olympia-Dorf, Berlino, 1936
- Der Verwundete, 1938
- Der Rosseführer, 1938
- Anmut, 1938
- Fackelträger ("Die Partei"), 1939
- Schwertträger ("Die Wehrmacht"), 1939
- Der Künder, 1939
- Der Wäger, 1939
- Bereitschaft, 1939
- Der Rächer, 1940)
- Kameraden, 1940, Breker-Museum
- Bannerträger, 1940
- Abschied, 1940
- Vernichtung, 1940
- Opfer, 1940
- Schreitende, 1940
- Der Wächter, 1941
- Psyche, 1941
- Berufung, 1941
- Der Sieger, 1942
- Kniende, 1942
- Eos, 1942
- Flora, 1943
- Heros, 1943
- Diana mit dem Speer, 1955
- Athene, 1957

### Busti e ritratti
- Barone von Mirbach, 1920
- Friedrich Ebert, 1924
- Walter Kaesbach, 1925
- Artur Kaufmann, 1925
- Herbert Eulenberg, 1925/26
- Otto Dix, 1926/27
- Isamu Noguchi, 1927
- Hermann Kesser, 1927
- Moissey Kogan, 1927/28
- Inge Davemann, 1928
- Albert Lindgens, 1928
- Walter Lindgens, 1928
- Illa Fudickar, 1929
- Robert Gerling, 1929
- Arnold von Guilleaume, 1929
- Jean Marchand, 1929
- Mossey Kogan, 1929
- H. R. von Langen, 1929
- Alberto Giacometti, 1929/30
- Isolde von Conta, 1930
- Abraham Frohwein, 1930
- Heinrich Heine, 1930
- Edith Arnthal, 1930/31
- Demetra Breker, 1931
- Nico Mazaraki, 1931
- Robert Valancey, 1931
- Giorgio di Baviera, 1932
- Andreas von Siemens, 1932
- Nina Bausch, 1933
- Demetra Breker, 1933
- Olga von Dahlgreen, 1933
- Arthur Kampf, 1933
- Victor Manheimer, 1933
- Nora von Schnitzler, 1933
- Robert de Valencay, 1933
- Max Liebermann, 1934
- Gottfried Bermann Fischer, 1934
- Max Baldner, 1934
- Kurt Edzard, 1934
- Felix von Luckner, 1934
- Anne-Marie Merkel, 1934/35
- Pütze von Siemens, 1934/35
- Kurt Edzard, 1935
- Anne-Marie Merkel, 1935
- Pütze von Siemens, 1935/36
- Carl Friedrich von Siemens, 1936
- Leo von König, 1936
- Joseph Goebbels, 1937
- Paul von Hindenburg, 1937
- Wolfgang Reindl, 1938
- Adolf Hitler, 1938/39
- Richard Wagner, 1939

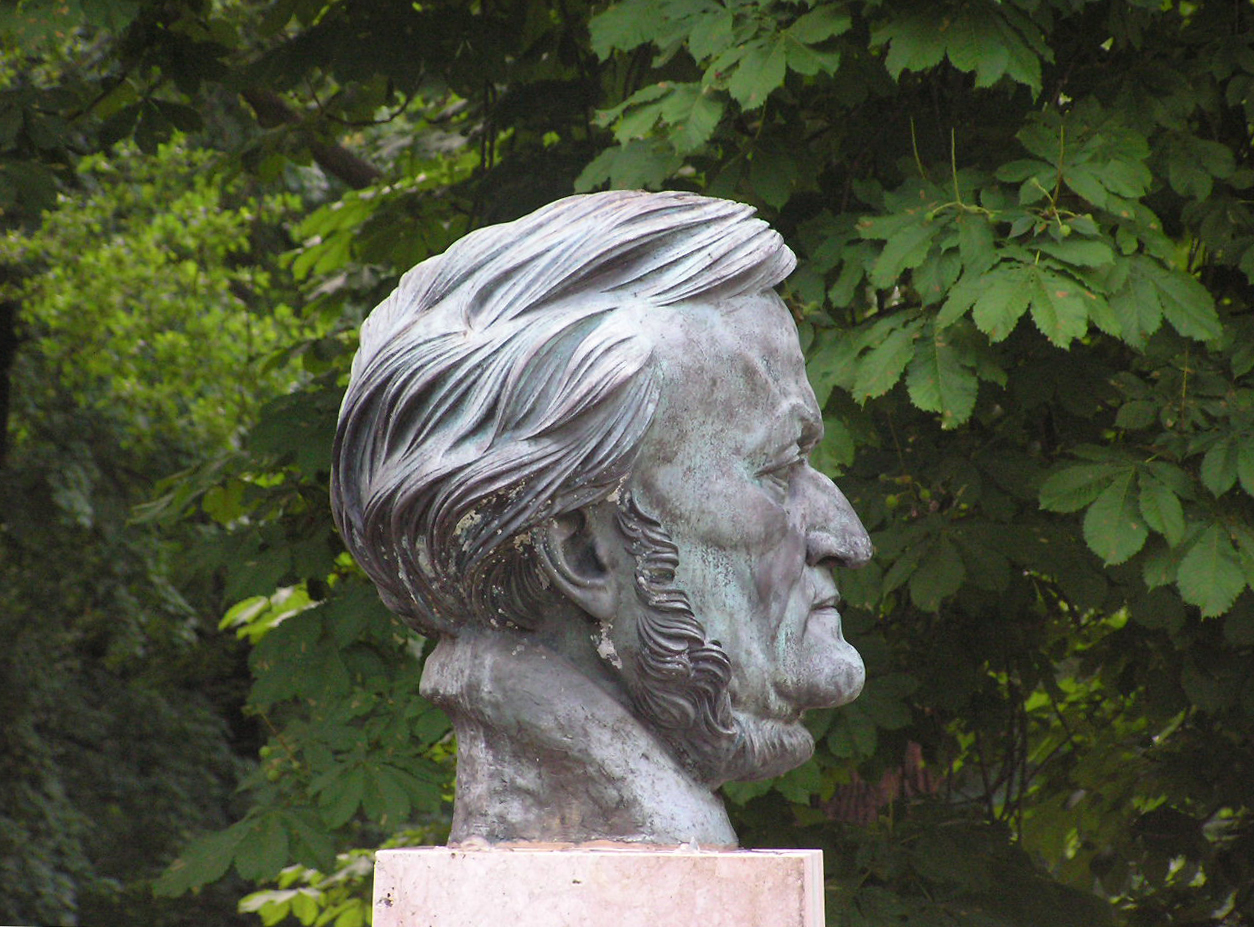
Busto di Richard Wagner al Festspielhaus di Bayreuth (1939).

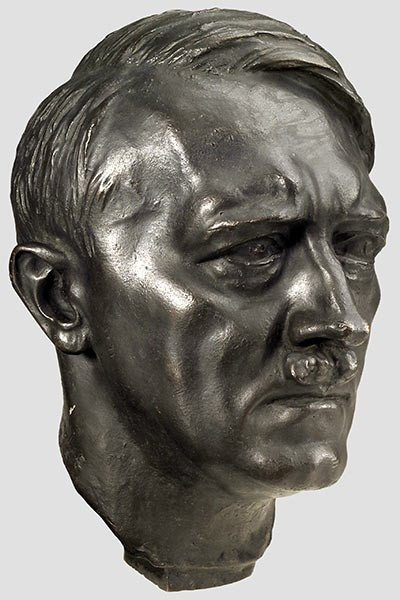
Busto di Adolf Hitler (1938).

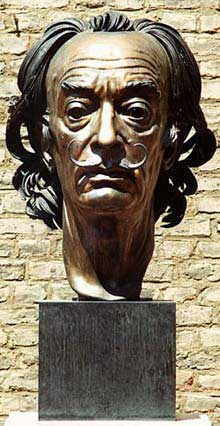
Busto di Salvador Dalí (1976).

- Gerda Bormann (moglie di Martin Bormann), 1940
- Edda Göring (figlia di Hermann Göring), 1941
- Albert Speer, 1941
- Margarete Speer (moglie di Albert Speer), 1941
- Bernhard Rust, 1941/42
- Gerhart Hauptmann, 1943[5]
- Serge Lifar, 1942/43
- Aristide Maillol, 1942/43
- Alfred Cortot, 1942/43
- Abel Bonnard, 1943
- Wilhelm Kreis, 1943
- Maurice de Vlaminck, 1943
- Claude Flammarion, 1944
- Gottfried Ude-Bernays, 1945
- Johannes Bork, 1946
- Lothar Albano Müller, 1950
- Ludwig Hölscher, 1952
- Gustav Lindemann, 1952
- Wilhelm Kempff, 1953
- Hailé Selassié I, 1955
- Rolf Gerling, 1956
- Hans Gerling
- Friedrich Sieburg, 1961
- Jean Cocteau, 1962[6]
- Jean Marais, 1963
- Henry de Montherlant, 1964
- Marcel Pagnol, 1964
- Roger Peyrefitte, 1964
- Jeanne Castel, 1964
- Paul Morand, 1965
- Jacques Benoist-Méchin, 1965
- Henry Picker, 1965/66
- André Dunoyer de Segonzac, 1966
- Marcel Midy, 1966/67
- Ezra Pound, 1967
- Mohammed V del Marocco
- Ira von Fürstenberg
- Louis-Ferdinand Céline, 1970
- Salvador Dalí, 1976[7]
- Franz Liszt, 1976[8]
- Léopold Sédar Senghor, 1978[9]
- Walter Kusch, 1978
- Konrad Adenauer, 1979[10]
- Anwar al-Sadat, 1980
- Alessandro Magno, 1981[11]
- Joe F. Bodenstein, 1981, rilievo[12]
- Gustav Lübbe, 1981[12]
- Mädchen Mit Tuch, 1981[12]
- Dr. Paul Ernst Bauwens[12]
- Ernst Jünger, 1982[12]
- Cosima Wagner, 1982
- Dr. Wolfgang Grün, 1982[12]
- Johann Wolfgang von Goethe, 1983, rilievo[12]
- Prof. Dr. Jur. Joseph Kaiser, 1983[12]
- Dr. Egon Overbeck, 1983[12]
- Hermann Schmitz, 1984[12]
- Dr. Hans Gerling, 1985, medaglia[12]
- Dr. Hans Heinrich Fabbender, 1985[12]
- Peter e Irene Ludwig, 1986[12]
- Dorothea Deeg, 1986[12]
- Prof. Dr. Albert Kuhlmann, 1985[12]
- Dr. Hans Gerling, 1985[12]
- Heinrich Baron Thyssen-Bornemisza, 1988[12]
- Hans Baron Thyssen-Bornemisza, 1988[12]
- Carmen Baron Thyssen-Bornemisza, 1988[12]
- Ludwig van Beethoven, 1989[12]
- Michael Ehrly, 1990[12]
- Autoritratto, 1991
- Dr. Hugo Henkel Düsseldorf, senza data[13]

### Rilievi
- Apollo und Daphne
- Der Genius, 1938
- Der Kämpfer, 1938
- Auszug zum Kampf, 1941
- Aufbruch der Kämpfer, 1940/41
- Der Rufer, 1941

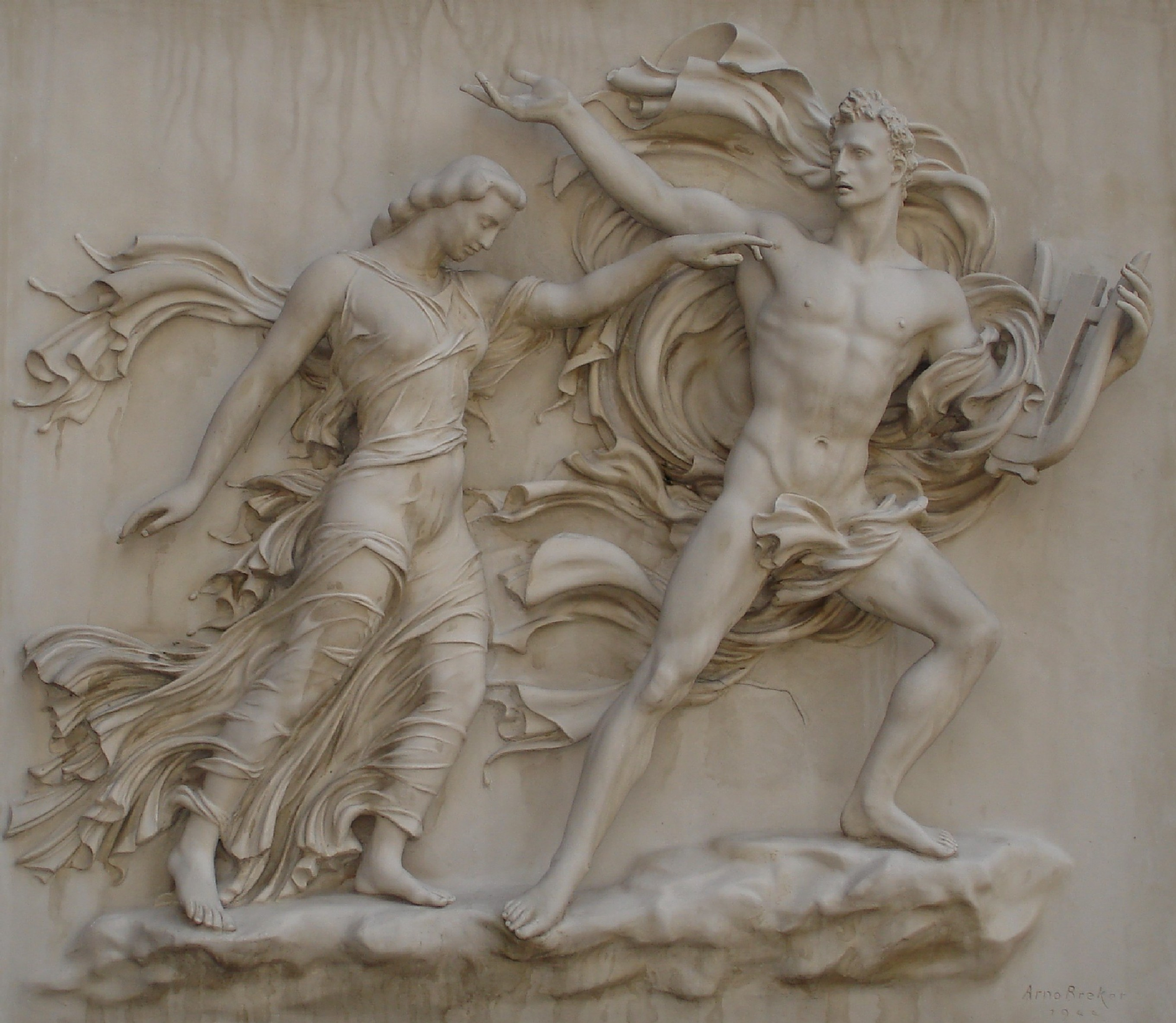
Orfeo ed Euridice (1944).

- Orpheus und Eurydice, 1944, Breker-Museum